# Parròquia de Staburags
La Parròquia de Staburags (en letó: Staburaga pagasts) és una unitat administrativa del municipi de Jaunjelgava, al sud de Letònia. Abans de la reforma territorial administrativa de l'any 2009 pertanyia al raion d'Aizkraukle.

## Pobles, viles i assentaments
- Robežkrogs
- Staburags

## Hidrografia

### Rius
- Daugava
- Pikstere
- Stalānupīte